# Amtsgericht Greding

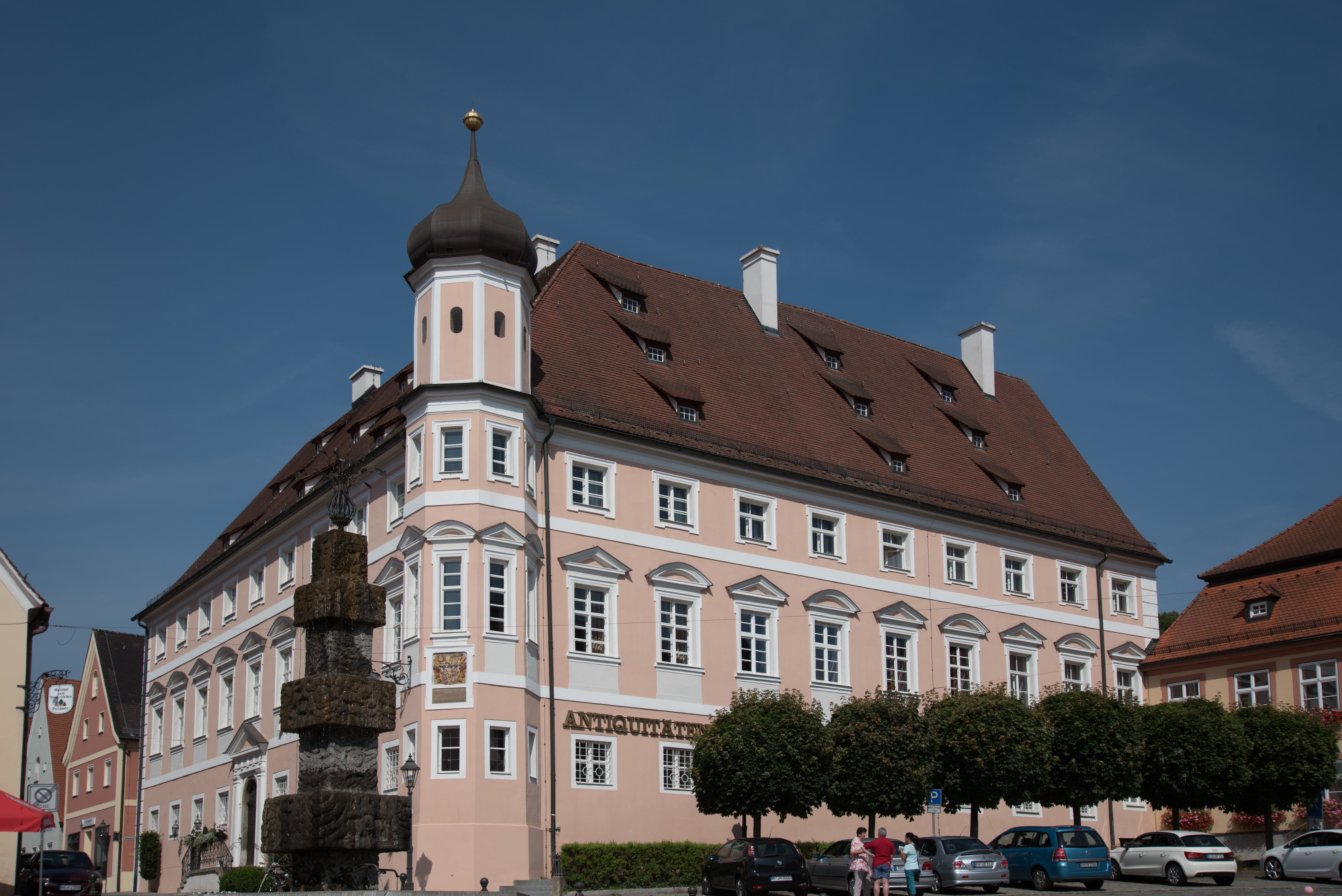
Amtsgebäude (Foto von vor 2017)

Das Amtsgericht Greding war ein von 1879 bis 1959 bestehendes bayerisches Gericht der ordentlichen Gerichtsbarkeit mit Sitz in der mittelfränkischen Stadt Greding.

## Geschichte
Anlässlich der Einführung des Gerichtsverfassungsgesetzes am 1. Oktober 1879 wurde in Greding ein Amtsgericht errichtet, dessen Sprengel aus den Gemeinden Altdorf, Aue, Biburg, Dixenhausen, Emsing, Erkertshofen, Esselberg, Euerwang, Grafenberg, Greding, Großhöbing, Großnottersdorf, Hagenich, Hausen, Herrnsberg, Kaising, Kaldorf, Kesselberg, Kleinhöbing, Kleinnottersdorf, Kraftsbuch, Landersdorf, Landerzhofen, Lohen, Mantlach, Mettendorf, Morsbach, Obermässing, Offenbau, Österberg, Petersbuch, Reinwarzhofen, Röckenhofen, Ruppmannsburg, Schutzendorf, Schwimbach, Stadelhofen, Thalmässing, Titting, Untermässing, Waizenhofen und Wengen vom vorherigen Landgerichtsbezirk Greding gebildet wurde.
Die nächsthöhere Instanz war bis zum 1. Oktober 1944 das Landgericht Eichstätt, danach das Landgericht Nürnberg-Fürth.
Nachdem das Gredinger Amtsgericht am 3. Januar 1946 zur Zweigstelle des Amtsgerichts Hilpoltstein herabgestuft und dies 1956 noch einmal bestätigt worden war, erfolgte auf Anordnung des Bayerischen Staatsministers der Justiz am 1. Juli 1959 die Auflösung dieser Zweigstelle.

## Gebäude
Das Amtsgericht war im ehemaligen Fürstbischöflichen Schloss an der Nürnberger Straße 1 untergebracht.